# Raymond Zarpanélian
Raymond Zarpanélian, né le 17 mai 1933 et mort le 29 mars 2011à Paris, est un footballeur français d'origine arménienne devenu entraîneur.
C'est le premier entraîneur francophone à avoir dirigé une équipe anglophone sur le continent africain, l'équipe de Sierra Leone de football.
Il a également été Président de l'Amicale des Éducateurs de Seine-Saint-Denis.